# Euxoa nigrofusca
Euxoa nigrofusca là một loài bướm đêm thuộc họ Noctuidae. Nó được tìm thấy ở châu Âu, tới miền nam Xibia, Trung Á tới [[Thái Bình Dương Ocean. ở Bắc Phi nó được tìm thấy ở Maroc và Algérie.
Sải cánh dài 28–40 mm. This moth gặp ở tháng 6 đến tháng 10 tùy theo địa điểm. Có một lứa một năm.
Larvae feed partly subterraneous on roots của Poaceae và other low plants.

## Hình ảnh

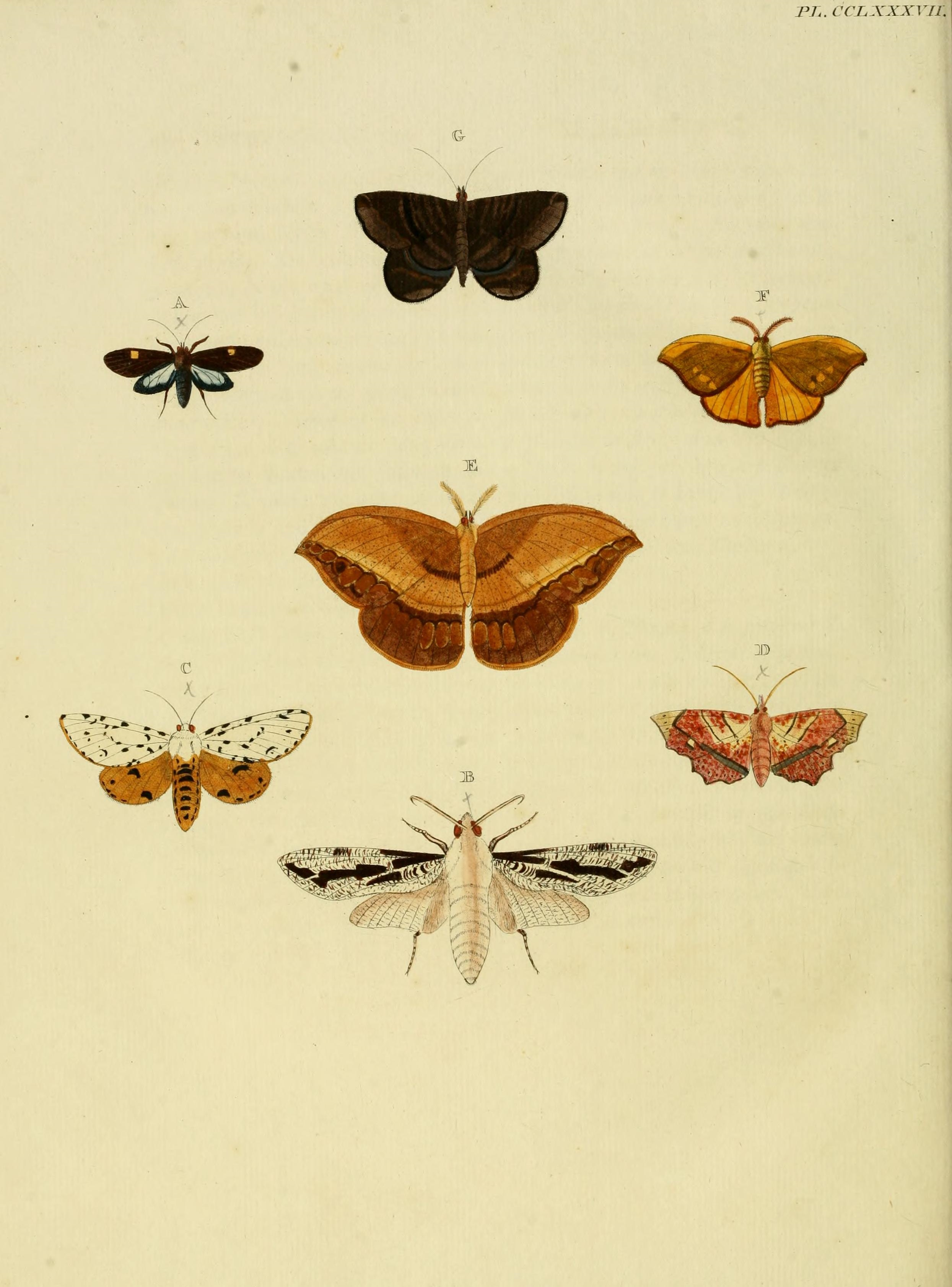
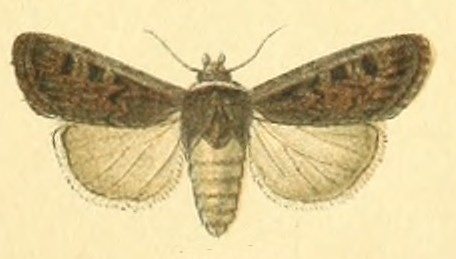
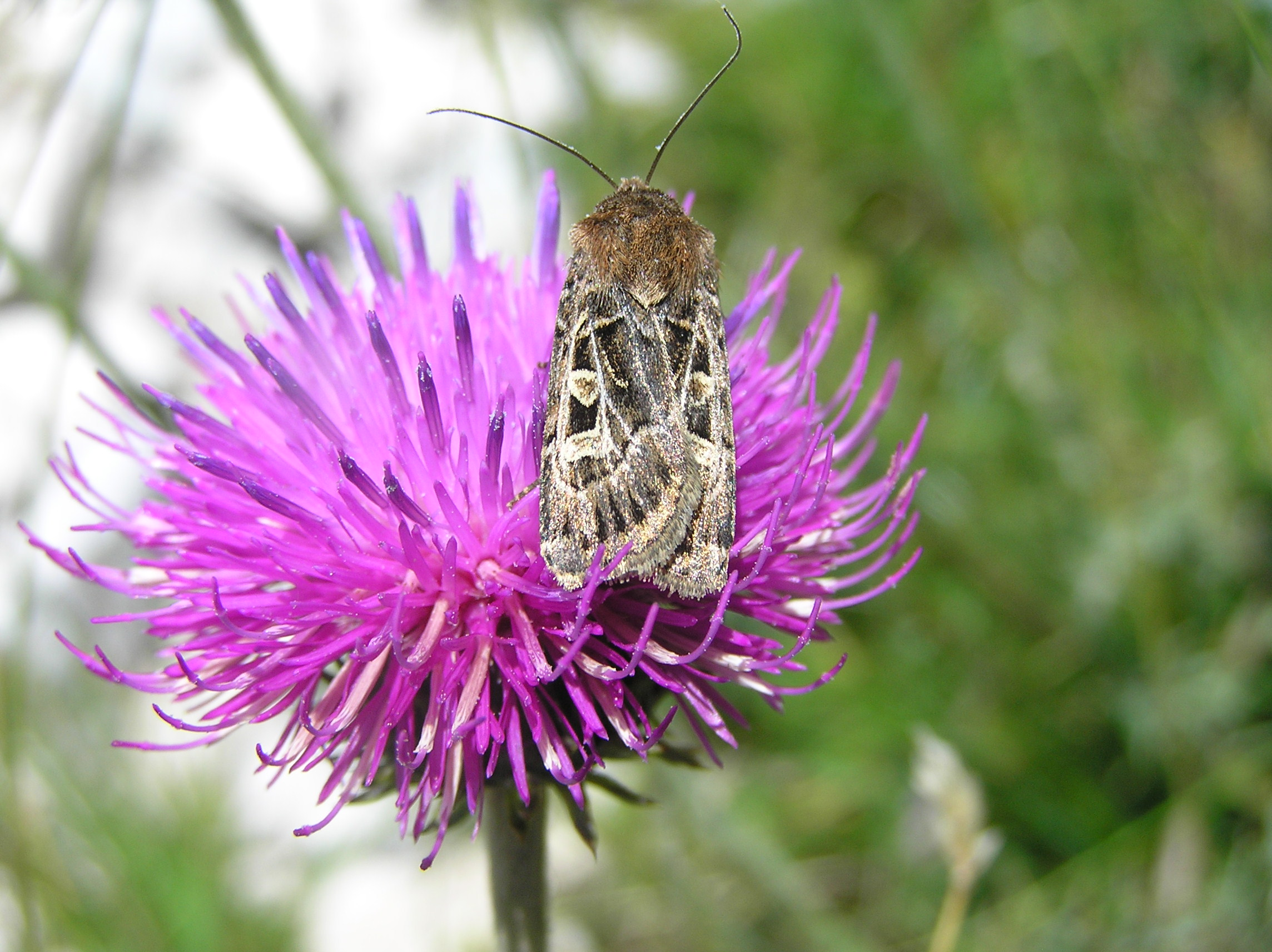
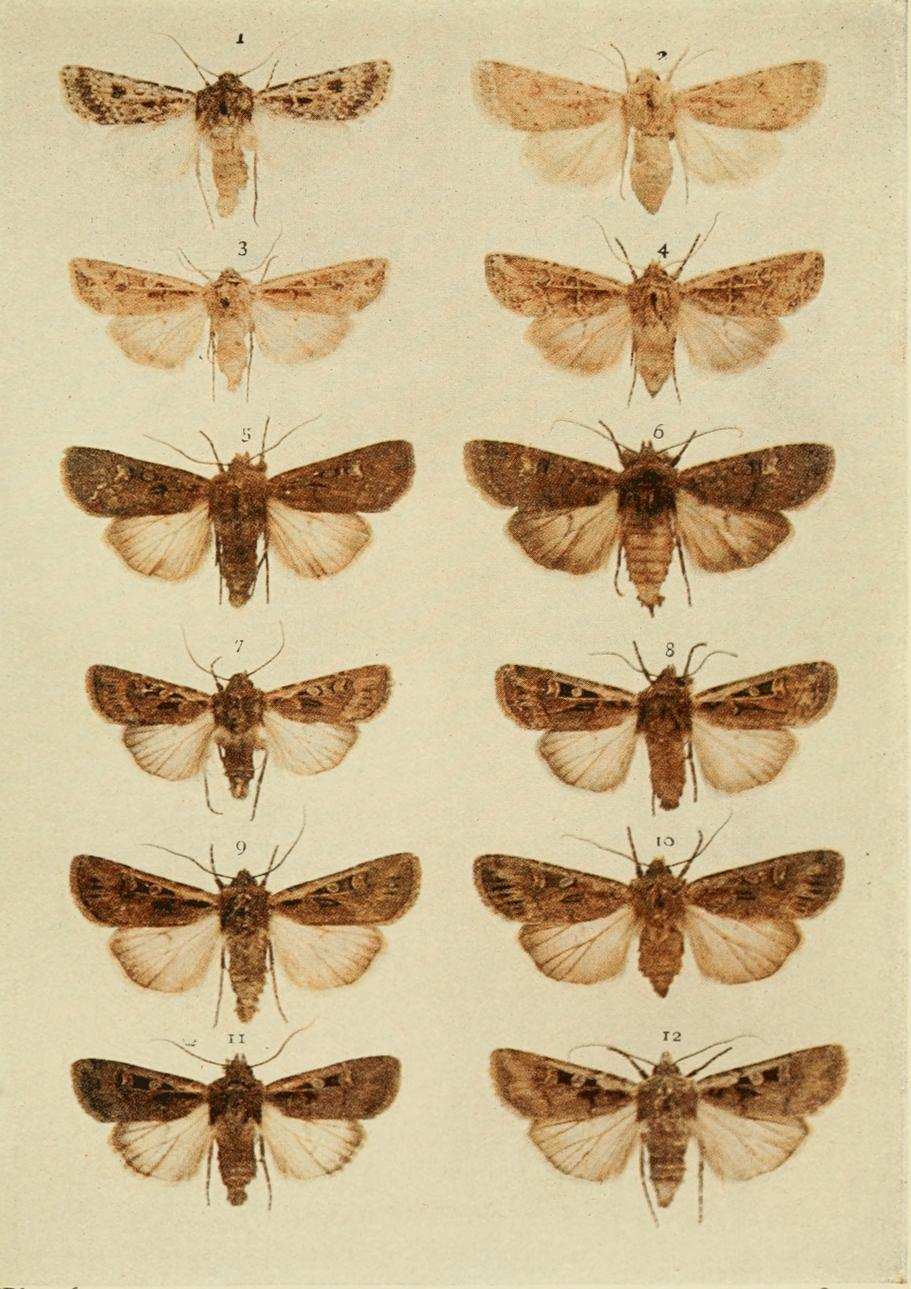